# Lista de bacias hidrográficas de Portugal
Esta é a lista das bacias hidrográficas de Portugal, correspondentes aos rios principais do país. As bacias estão listadas pela posição geográfica da foz de cada rio, percorrendo a costa de norte para sul e depois de oeste para leste:
- Rio Minho
- Rio Âncora
- Rio Lima
- Rio Neiva
- Rio Cávado
- Rio Ave
- Rio Leça
- Rio Douro
- Rio Vouga
- Rio Mondego
- Rio Lis
- Ribeiras do Oeste
- Rio Tejo
- Rio Sado
- Ribeiras do Alentejo
- Rio Mira
- Ribeiras do Algarve
- Rio Arade
- Rio Guadiana